# L'Aquila
L'Aquila és un municipi italià, capital de la regió dels Abruços i de la província de L'Aquila. L'any 2006 tenia 72.283 habitants.

## Geografia
El territori del municipi s'estén vastament al llarg de les direccions de les carreteres SS17, SS80 i SS5 bis.
Està situada en una conca on hi passa el riu Aterno, i té una alçada superior als 700 metres sobre el nivell del mar, la qual cosa el converteix en el nucli més poblat de més de 500 metres de cota.

### Clima
El clima és sever, amb temperatures que durant els mesos d'hivern han arribat a temperatures rècord com ara -27,8 °C, registrada a l'aeroport de Preturo el gener de 1985. Durant l'estiu, en canvi, s'arriben a superar els 30 °C. Les precipitacions són relativament abundants (al voltant dels 750mm anuals), però menors que d'altres territoris amb menys altitud.
A l'hivern, la neu és freqüent i pot romandre al sòl durant diversos dies. Donada la seva posició al bell mig de la vall, entremig de muntanyes, les diferències tèrmiques entre el dia i la nit poden ser molt elevades en períodes d'alta pressió atmosfèrica.

### Fauna
L'exponent més imponent de la fauna de la zona de l'Aquila és l'os bru, en una subespècie endèmica dels apenins, d'una mida relativament reduïda. També s'hi troben exemplars del llop dels apenins. El gat mesquer, el senglar, la daina i el cabirol són d'altres mamífers de relleu que s'hi poden trobar. Menys extens que en altres àrees properes també hi trobem l'isard, reintroduït recentment. D'entre les aus rapinyaires mereixen una menció l'àguila reial i el falcó.

## Història
Fundada per encàrrec de l'emperador Frederic II del Sacre Imperi Romanogermànic a l'entorn del 1230 amb el nom d'Aquila, esdevindrà Aquila degli Abruzzi l'any 1861 i el 1939, per decret del Ministeri de l'Interior, L'Aquila.
Segons alguns investigadors, les intencions del seu fundador Frederic II del Sacre Imperi Romanogermànic, eren que la ciutat fos una nova Jerusalem i, segons una teoria més recent (de Luca Ceccarelli), els edificis més importants de la ciutat van ser construïts respectant el dibuix d'Àguila (constel·lació).
L'Aquila és una ciutat particular, única a l'Edat Mitjana italiana, nascuda no per una casualitat, sinó per projecte segons un disseny harmònic que no troba precedents en la història de l'arquitectura urbana (un cas similar, l'any 1703, va ser el disseny de Sant Petersburg). Va ser constituïda de la unió de moltes viles de la zona (99, segons la tradició local), cadascuna de les quals va construir un barri que quedés lligat a la vila nodrissa i va ser considerat part del mateix al voltant d'un segle.

### Tràgic terratrèmol
El 6 d'abril de 2009, en aquesta ciutat, van morir més de 289 persones en la pitjor tragèdia causada per un terratrèmol a Itàlia des del 1980. El terratrèmol, de 6,3 en l'escala de Richter que va esglaiar els ciutadans sobre la matinada (3:30 AM). Aquell dia, a més, Silvio Berlusconi, primer ministre italià, va declarar l'estat d'emergència a la regió dels Abruços amb l'objectiu de mobilitzar tots els dispositius d'emergència, prevenció i ajuda per tal de treure el major nombre de persones vives d'entre les runes. Aquell fatídic matí, també, va deixar a més de 50.000 habitants aquilanis sense casa.
Tres famosos artistes italians, Lorenzo Jovanotti, Giuliano Sangiorgi i Mauro Pagani, van decidir d'escriure una cançó benèfica per ajudar a la reconstrucció de la població, reunint molts artistes italians per a cantar-la.

### Cimera del G8
El juliol d'aquell mateix any quan la ciutat encara no estava del tot recuperada de terratrèmol s'hi celebrà una cimera del G8 per tractar temes sobre canvi climàtic i la crisi econòmica del 2009, la ciutat fou "blindada" per la policia i l'exèrcit per tal d'evitar que les protestes antiglobalització i altres afectessin la cimera.

### Evolució demogràfica
Les darreres dades més recents, del 31 de juliol del 2009, comptabilitzaven 72.911 habitants que residien al Comú de l'Aquila.

## Monuments i llocs d'interès

Basilica di Santa Maria de Collemaggio

### Arquitectura religiosa

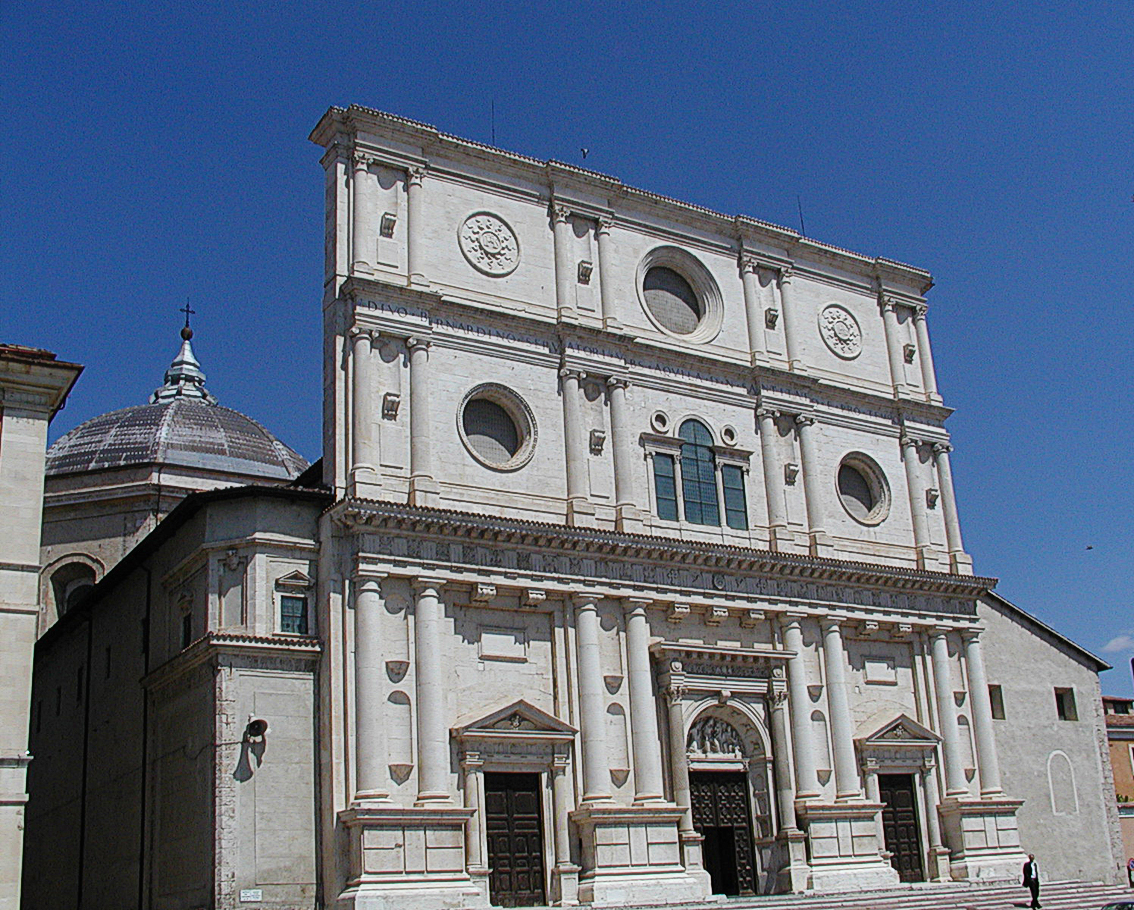
Basílica de Sant Bernadí
Aquest monument, bastit arran de la mort de Sant Bernadí (1444) amb la intenció de preservar la seva despulla, presenta una façana esplèndida, obra renaixentista de Cola dell'Amatrice. A l'interior, reconstruït després del terratrèmol del 1703 amb estil barroc, s'hi troba el Mausoleu Camponeschi i el Mausoleu de Sant Bernadí. La basílica es troba al cim d'una escalinata monumental, a uns pocs passos del Corso Vittorio Emanuele II.
Basílica de Santa Maria de Collemaggio
Es tracta d'una basílica romànica que fou edificada segons la voluntat de Pietro da Morrone el 1288. Fou la seu del coronament papal i és actualment seu d'un jubileu annual de caràcter únic. El 1972 feu l'objecte d'una campanya de restauració considerable arran de la qual es van eliminar els elements barrocs que s'hi afegiren després del terratrèmol del 1703 i així es revelà l'esplendor romànic original. A la part septentrional de l'edifici es pot admirar la primera Porta Santa que es va construir al món.

## Personatges il·lustres
- Nazzareno De Angelis, cantant d'òpera.
- Claudio Napoleoni, polític i economista.
- Karl Heinrich Ulrichs (1825-1895), jurista, professor i activista gai